# L'Atlas (navire, 1754)
Pour les articles homonymes, voir Atlas.
L'Atlas ex-Atlante était un navire de ligne de 74 canons de construction espagnole de la Marine espagnole qui, après avoir été cédé par l'Espagne à la France en août 1801, s'illustra sur les mers durant les guerres napoléoniennes, en particulier lors de la campagne des Antilles (mai 1805) et de la bataille des Quinze-Vingt (22 juillet 1805).
Il échappa à la bataille de Trafalgar (21 octobre 1805), où la flotte combinée (franco-espagnole) sous le commandement de l'amiral de Villeneuve fut anéantie et les navires qui ne furent pas entièrement détruits ou coulés finirent leur carrière dans la Royal Navy.

## Service
Construit à Cadix, en Espagne, sous le nom d'Atlante en 1754, il participe à la bataille du cap Saint-Vincent le 14 février 1797, opposant les flottes britanniques et espagnoles à proximité du cap Saint Vincent, au sud-ouest du Portugal. Il est cédé à la France en août 1801 et rebaptisé Atlas, armé à Cadix et arrive à Toulon le 2 avril 1802.
En 1805, il fait partie de l'escadre de l'amiral de Villeneuve qui quitte Toulon, le 18 janvier, pour les Antilles en y attirant Nelson tout en lui échappant. Lors de la bataille des Quinze-Vingt, le 22 juillet 1805, il est en 9e position dans la ligne franco-espagnole ; son commandant, le capitaine de vaisseau Rolland, est blessé par une explosion de munitions et le vaisseau lui-même est gravement endommagé.
Villeneuve décide de laisser L'Atlas dans la baie de Vigo le 28 juillet 1805 pour la suite de sa campagne (qui se termine par la bataille de Trafalgar). L’Atlas sert de navire-hôpital au-moins jusqu'en 1806. Il est rayé des listes en 1808, après avoir été capturé par les espagnols le 9 juin.
Lors de cette capture, les espagnols s'approprient "l'Aigle" présent à bord, donné par l'empereur en 1804. Cet Aigle de vaisseau est le seul à avoir survécu ; il est exposé au Musée naval de Madrid.

### Sources
- Jean-Michel Roche, Dictionnaire des bâtiments de la Flotte de guerre française de Colbert à nos jours, t. 1 : 1671-1870, Toulon, J.-M. Roche, 2005, 591 p. (ISBN 2-9525917-0-9, lire en ligne), p. 39.
- Charles-Théodore Beauvais (dir.), Victoires, conquêtes, désastres, revers et guerres civiles des Français depuis les temps les plus reculés jusques et compris la bataille de Navarin, par une société de militaires et de gens de lettres, t. 22 : 1805-1806, Paris, C. L. F. Panckoucke, 1831 (BNF 36378831, lire en ligne), p. 116 à 147.